# Église Sainte-Grande-Martyre-Barbara de Vevey
L'église Sainte-Grande-Martyre-Barbara (russe : це́рковь свято́й великому́ченицы Варва́ры) est une église orthodoxe situé dans la ville vaudoise de Vevey, en Suisse.

## Histoire
Au XIXe siècle, une importante population russe se trouve sur le tour du Léman, principalement répartie entre Genève pour la bourgeoisie et Montreux/Vevey pour les familles nobles. L'un des plus importants russes vivant à Vevey, le comte Schouwaloff, vécut successivement la mort de son épouse et de sa fille unique, appelée Barbara et mariée avec le prince Dolgorouki  ou le comte Orloff selon les sources ; il décida d'immortaliser la mémoire de sa fille en faisant construire à ses frais une église orthodoxe dédiée à la sainte grande martyre Barbara.
Les plans de la future église ont été dessinés à Saint-Pétersbourg par Ippolito Antonovitch Monighetti entre 1875 et 1878. L'église a été construite par l'architecte vaudois Samuel Késer ; elle est consacrée le 1er novembre 1878, est église paroissiale depuis 1949 et inscrite comme bien culturel suisse d'importance nationale depuis 1977. Pendant longtemps, des conflits opposèrent l'église de Vevey à celle de Genève, dont elle dépendait, pour la gestion de la première.